# 川西拓実
川西 拓実（かわにし たくみ、1999年〈平成11年〉6月23日 - ）は、日本のアイドル。男性アイドルグループ・JO1のメンバー。兵庫県高砂市出身。LAPONEエンタテインメント所属。

## 来歴
2015年2月22日、AvexとGirlsAwardが共同で開催していた『BoysAward Audition』の2次審査に合格したが、野球の大会があったために東京へ行くことができず、3次審査に進むことを諦めた。高校を卒業し、県内の川崎重工業株式会社に入社。同社明石工場の四輪バギー開発を手掛ける第四実験部に配属され、車体をメインに開発する整備士として勤務。
夢を諦めたくないという思いから、会社を辞めて2019年にオーディション番組『PRODUCE 101 JAPAN』に参加。6000人の応募者の中から101人に選ばれる。
ビジュアルで国民プロデューサーからの注目を集め、高い順位からのスタートとなった。その後、ステージでの存在感が強いピンク髪の練習生として話題になり、最終順位3位で同番組から誕生するグループ「JO1」のメンバーに選ばれた。
2020年3月4日、JO1のメンバーとしてシングル『PROTOSTAR』をリリースしてデビュー。
2023年4月-7月、『クールドジ男子』で地上波連続ドラマ初主演。
2024年4月6日、東京ドームでプロ野球戦のファーストピッチを務める。
2024年5月3日、『バジーノイズ』で映画初主演。

## 人物
- 血液型：B型[11]
- 身長170cm   体重57kg[11]。
- メンバーカラー：ピンク
- 趣味：映画鑑賞
- 特技：ビートボックス／ハンドスプリング[11]。
- ニックネーム：拓実／拓実くん／たきゅみ／たきゅ／たっくん／たくちゃん／クミさん／T•K
- 好きな食べ物：ハンバーガー[12]／ピザ／イチゴ
- 好きなおにぎりの具[13]：和風ツナマヨ／梅昆布
- 好きな映画：君の名は。[12]
- 保有資格[14]：危険物取扱者(乙種第4類)、アーク溶接、ガス溶接、有機溶剤作業主任者、タイヤの空気充填作業者、フォークリフト運転者、玉掛作業者

### キャッチフレーズ
- 「僕をトップに連れて行ってください」[15]
- 「拓実のセンスに溺れませんか」[16]

## ディスコグラフィ

### デジタルシングル
| リリース日    | タイトル              | 収録曲             | 備考 |
| ------------- | --------------------- | ------------------ | --- |
| 2024年4月29日 | surge ＜single edit＞ | 1. surge 2. Heaven | 清澄 by Takumi Kawanishi(JO1)名義。映画『バジーノイズ』主題歌。カップリング曲『Heaven』は自身が作詞と作曲も担当。 |

### 制作楽曲
| リリース日    | タイトル                         | 備考 |
| ------------- | -------------------------------- | --- |
| 2024年3月26日 | HAPPY UNBIRTHDAY                 | 作詞、作曲。『JO1 Exhibition “JO1 in Wonderland!”』テーマ曲。                                                    |
| 未定          | サンタさんへ。                   | 自身が作詞をし、 作曲をSKINNER BOXと共に担当。ライブツアー『JO1DER SHOW 2024 ‘WHEREVER WE ARE’』で初披露された。 |
| 未定          | SUPER STAR                       | 『LAPOSTA 2025 SHOW PRODUCED by KAWANISHI TAKUMI「My Everything」』で披露したソロ楽曲。                          |
| 未定          | Come Again                       | 『LAPOSTA 2025 SHOW PRODUCED by KAWANISHI TAKUMI「My Everything」』で披露したソロ楽曲。                          |
| 未定          | 世界が広いのか。僕が小さいのか。 | 『LAPOSTA 2025 SHOW PRODUCED by KAWANISHI TAKUMI「My Everything」』で披露したソロ楽曲。                          |

### 参加楽曲

#### PRODUCE 101 JAPAN
| リリース日     | タイトル                              | 備考                                                                              |
| -------------- | ------------------------------------- | --------------------------------------------------------------------------------- |
| 2019年9月3日   | ツカメ〜It's Coming〜                 | 番組テーマ曲。『ツカメ〜It's Coming〜』に収録。                                   |
| 2019年11月28日 | DOMINO                                | コンセプト課題曲。『PRODUCE 101 JAPAN - 35 Boys 5 Concepts』に収録。              |
| 2019年12月12日 | GrandMaster                           | デビュー評価課題曲および最終バラード課題曲。『PRODUCE 101 JAPAN - FINAL』に収録。 |
| 2019年12月12日 | さよなら青春 (PRODUCE 101 JAPAN ver.) | デビュー評価課題曲および最終バラード課題曲。『PRODUCE 101 JAPAN - FINAL』に収録。 |

## 出演

### テレビ番組
- PRODUCE 101 JAPAN（2019年9月26日 - 12月12日、TBS系列〈初回、最終回のみ〉、GYAO!） -　詳細の出演内容については「PRODUCE 101 JAPAN」を参照。

### テレビドラマ
- クールドジ男子（2023年4月15日 - 7月1日、テレビ東京） - 主演・四季蒼真 役[21]

### 映画
- 半径1メートルの君 ～上を向いて歩こう～「本日は、お日柄もよく」（2021年2月26日、KATSU-do）[22]
- バジーノイズ（2024年5月3日、ギャガ） - 主演・清澄 役（桜田ひよりとW主演）[23][24]
- 逃走中 THE MOVIE:TOKYO MISSION（2024年7月19日、東映） - 橘大和 役[25]

### 配信番組
- ショート・プログラム「プラス1」「途中下車」「Dreamer」（2022年3月1日、Amazon Prime Video）- 今井一郎 役[26]
- クールドジ男子～ボクらの恋バナ〜（2023年6月30日 - 7月21日、Lemino）- 四季蒼真 役

### テレビアニメ
- 紙兎ロペ（2024年）- ゴールデンレトリバー役